# 17. Armee (Japanisches Kaiserreich)
Die 17. Armee (jap. 第17軍, Dai-jūhnana-gun) war von 1942 bis 1945 ein Großverband in Korpsgröße des Kaiserlich Japanischen Heeres. Ihr Tsūshōgō-Code (militärischer Tarnname) war Hochsee (沖, Oki) oder Oki 9811.

## Geschichte
Nachdem die Kaiserlich Japanischen Streitkräfte seit Beginn des Pazifikkrieges im Dezember 1941 große Teile Südostasiens (Philippinen, Burma, Niederländisch-Indien und Malaysia) erobert hatten, sah der nächste Schritt vor, entlang der Salomonen vorzustoßen. Dazu stellte die für den gesamten südostasiatischen Raum zuständige Südarmee mit Sitz in Saigon am 18. Mai 1942 die 17. Armee in Davao, Mindanao auf. Generalleutnant Hyakutake Seikichi wurde mit der Aufgabe betraut, mit der 17. Armee im Juli/August 1942 die Invasion Neukaledoniens, Fidjis und Samoas auszuführen. Nachdem diese Pläne vom Daihon’ei abgesagt wurden, wurde die 17. Armee am 24. Juli nach Rabaul verlegt, um ihr zugewiesenes Operationsgebiet auf Neuguinea, Bougainville und den Salomonen zu beziehen. Dazu stand ihr die 2. und 38. Infanterie-Division, der Kawaguchi- und Ichiki-Verband sowie Panzer-, Panzerabwehr-, Flugabwehr- und Logistikverbände zur Verfügung, die ihre Stärke auf ca. 70.000 Mann brachten.

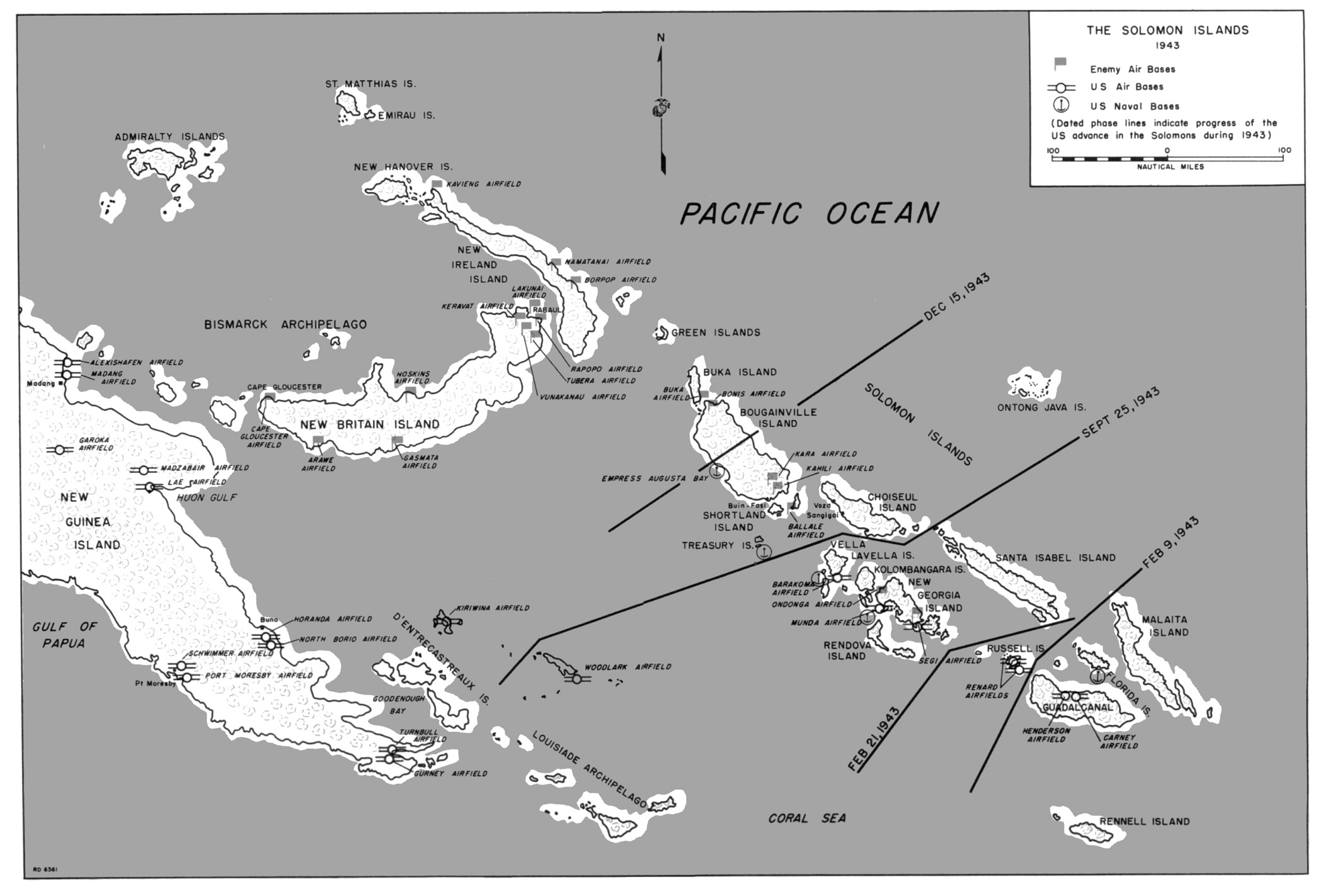
Operationsgebiet der 17. Armee. Ab November 1942 war sie ausschließlich für die Salomonen (rechte Kartenhälfte) zuständig

Im April 1942 scheiterten die Japaner mit der Operation MO bei der Eroberung Port Moresbys, als sie in der Schlacht in der Korallensee von einem alliierten Flottenverband aufgehalten wurden. Obwohl die Schlacht unentschieden endete bedeutet sie jedoch einen alliierten strategischen Erfolg, war den Eroberungsplänen der Japaner Port Moresby von der See aus einzunehmen doch ein Ende gesetzt. So erging am 18. Mai 1942 ein Einsatzbefehl zur Landung bei Buna und Gona um über den Kokoda Track auf dem Landweg nach Port Moresby zu gelangen. Dazu wurde der 17. Armee die Südseeabteilung unter Generalmajor Horii Tomitarō zugeteilt. Die Kokoda-Track-Kampagne scheiterte aber im November 1942 mit dem Rückzug der japanischen Einheiten nach Buna, die daraufhin später dort aufgerieben wurden.
Für die Unterstützung auf See stellte das Daihon’ei der 17. Armee die 8. Flotte zur Verfügung, die am 14. Juli mit Sitz in Rabaul aufgestellt wurde.
Bereits am 7. August 1942 landete die amerikanische 1. Marine-Division auf Guadalcanal, um den dort frisch angelegten japanischen Flugplatz einzunehmen. Am 13. August gab das Daihon’ei den direkten Befehl an General Hyakutake, mit der Kaiserlich Japanischen Marine zu kooperieren, um Guadalcanal wieder vollständig unter japanische Kontrolle zu bringen. Derartige Direktiven waren nötig, da es zwischen Heer und Marine seit jeher Rivalitäten gab. Die Reaktion der 17. Armee auf die amerikanischen Landung erfolgte schnell, jedoch konnten Truppen nur in kleinen Kontingenten geschickt werden. Überdies wurde der Seeweg von amerikanischen U-Booten patrouilliert, die einige der Truppentransporter versenken konnten. Der gelandete Ichiki-Verband (benannt nach seinem Befehlshaber Oberst Ichiki) versuchte umgehend, die Amerikaner von der Insel zu vertreiben, unterschätzte aber die Anzahl der gelandeten US-Marines. Oberst Ichiki fiel am 21. August in der Schlacht am Tenaru mit 774 seiner Männer bei dem Versuch, das Henderson-Flugfeld einzunehmen.

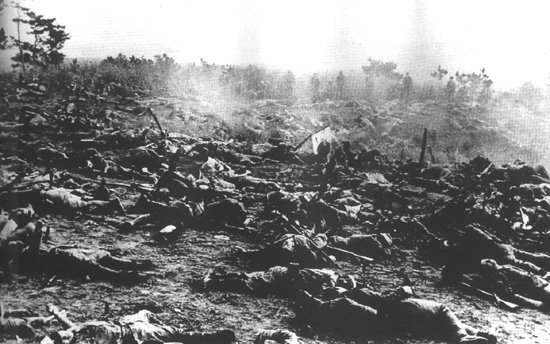
Getötete japanische Soldaten nach der verlorenen Schlacht um Henderson Field, 26. Oktober 1942

In den darauffolgenden Wochen frischte die 17. Armee ihre Truppen auf Guadalcanal mit dem Kawaguchi-Verband (General Kawaguchi) auf, um einen erneuten Eroberungsversuch des Henderson Fields zu starten. Auch dieser Versuch wurde zwischen dem 13. und 15. September in der Schlacht am Bloody Ridge blutig abgeschlagen. Die verbliebenen Japaner zogen sich in den Norden Guadalcanals zurück. Am 9. Oktober setzte der Stab der 17. Armee nach Kokumbona über, um direkt auf Guadalcanal die Führung der Operationen zu übernehmen. Neben der 2. wurden auch Teile der 38. Division nach Guadalcanal gebracht, sodass Mitte Oktober 20.000 Mann zum Angriff bereitstanden. Zusätzlich traf noch die 4. Maizuru-Einheit der Spezial-Landungskräfte der Marine mit 600 Mann ein. In der folgenden Schlacht um Henderson Field fielen ca. 3000 Japaner.
Als sich im Oktober 1942 die Schlacht um Guadalcanal ihrem Höhepunkt näherte und sich eine japanische Niederlage abzeichnete entschloss sich Generalleutnant Hitoshi Imamura, Befehlshaber der 8. Regionalarmee, am 9. November 1942 die 18. Armee zu gründen. Damit konnte sich die 17. Armee, die zuvor für die Salomonen und Neuguinea zuständig gewesen war, voll auf Ersteres konzentrieren. Diese Entlastung kam allerdings zu spät, da inzwischen über 50.000 US-Soldaten gegen die zahlenmäßig unterlegenen und schlecht versorgten Japaner in die Offensive übergegangen war. Mitte Januar verlegte der Stab der 17. Armee in den Nordwesten Guadalcanals nach Cape Esperance und beschloss die Evakuierung der Insel. Zu diesem Zeitpunkt verzeichnete die 17. Armee 25.600 Mann Verluste, während die Amerikaner seit Beginn der Landung 1.800 Mann verloren hatten.
Im Februar 1943 erfolgte der Rückzug auf die Insel Bougainville, wo die 17. Armee auf der vorgelagerten Insel Erventa ihre Quartiere bezog. Inzwischen war die 6. Division der 17. Armee unterstellt worden, die die Gesamtstärke auf ca. 38.000 Mann brachte.

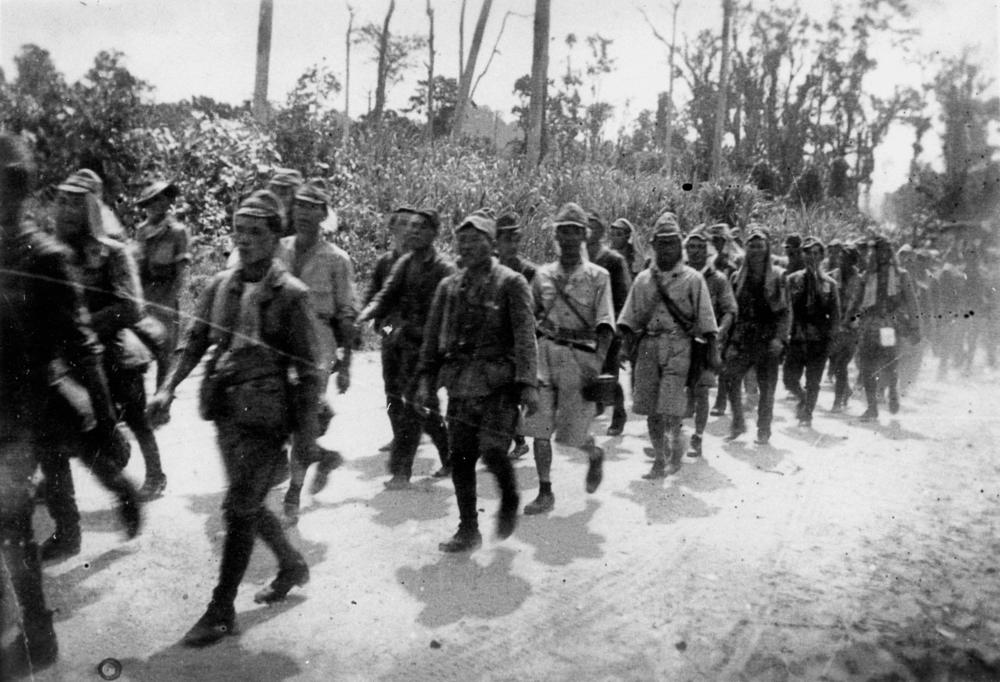
Soldaten der 17. Armee auf dem Weg in die Gefangenschaft, Bougainville, 1945

Am 1. November 1943 landeten 96.000 Amerikaner und 30.000 australischen Soldaten auf Bougainville. Ein Jahr später waren 8.200 Japaner gefallen während 16.600 Mann an Unterernährung und Krankheiten gestorben waren. Von allen Versorgungswegen abgeschnitten zogen sich die Reste der 17. Armee in die Berge der Insel zurück und verblieben dort bis zum Ende des Krieges. Im Februar 1945 erlitt General Hyakutake einen Schlaganfall und wurde am 1. April durch Generalleutnant Kanda Masatane ersetzt. Am 8. September 1945 unterzeichnete Kanda die Kapitulationsurkunde.
Im September 1945 wurde die 17. Armee aufgelöst.

## Armeeführung

### Oberbefehlshaber
|    | Name                               | Von           | Bis             |
| -- | ---------------------------------- | ------------- | --------------- |
| 1. | Generalleutnant Hyakutake Seikichi | 18. Mai 1942  | 1. April 1945   |
| 2. | Generalleutnant Kanda Masatane     | 1. April 1945 | 15. August 1945 |

### Stabschefs
|    | Name                             | Von                | Bis                |
| -- | -------------------------------- | ------------------ | ------------------ |
| 1. | Generalmajor Futami Akisaburo    | 25. Mai 1942       | 1. Oktober 1942    |
| 2. | Generalleutnant Miyazaki Chuichi | 1. Oktober 1942    | 11. Mai 1943       |
| 3. | Generalleutnant Akinaga Tsutomu  | 11. Mai 1943       | 11. September 1943 |
| 4. | Generalmajor Akinaga Chikara     | 11. September 1943 | 1. April 1945      |
| 5. | Generalmajor Makata Isaoshi      | 1. April 1945      | 1. September 1945  |

## Untergeordnete Einheiten
Gliederung der 17. Armee wie folgt (Stand Oktober 1942):
- 17. Armee-Stab
- 2. Division
- 38. Division
- Kawaguchi-Verband
- Ichiki-Verband
- 21. Selbstständige Gemischte Brigade
- 9. Artillerie Gruppe
  - 4. Selbstständige Mittlere Artillerie-Regiment
  - 10. Selbstständige Gebirgsartillerie-Regiment
  - 21. Selbstständiges Schweres Artillerie-Regiment
  - 20. Selbstständiges Gebirgsartillerie-Bataillon
- 8. Panzer-Regiment
- 1. Selbstständige Panzer-Kompanie
- 2. und 6. Selbstständiges Panzerabwehr-Bataillon
- 5. und 9. Selbstständige Panzerabwehr-Kompanie
- 3. Graben-Mörser-Bataillon (8 cm)
- Drei Selbstständige Flugabwehr-Artillerie-Bataillone
- 38., 39., 41., 45. und 47. Feld-Flugabwehr-Bataillon
- 37. Selbstständige Flugabwehr-Kompanie
- 19. Selbstständige Pionier-Einheit (Typ A)
- 4. Selbstständige Pionier-Kompanie (Brückenbau)
- 34. Feld-Transport-Kommando
- 2. Selbstständiges Transport-Regiment
- 2. Schiffs-Transport-Gruppe
- 1. Schiffs-Transport-Einheit
- 1., 2. und 3. Schiffs-Pionier-Regiment
- 39. Straßenbau-Einheit
- 18. Armee Signal- und Fernmelde-Einheit
- 18. Armee Versorgungs-Einheit
- 3. Verfolgungs-Bataillon
- 76. Selbstständiges Luftaufklärungs-Einheit
- Weitere Signal-, Transport-, Medizinische-, Depot- und Etappen-Einheiten